# Airoux
Airoux – miejscowość i gmina we Francji, w regionie Oksytania, w departamencie Aude. W 2013 roku jej populacja wynosiła 158 mieszkańców. 

## Zabytki
Zabytki w Airoux posiadające status Monument historique:
- zamek w Airoux (fr. château d'Airoux)